# Peter Nguyen Van Hung
Fader Peter Nguyen Van Hung (Chu nho: 阮文雄) född 1958, är en vietnamesisk australiensisk katolsk präst och människorättsaktivist i Taiwan. Han har erkänts av USA:s administration som en "hjälte som arbetar för att motverka dagens former av slaveri".

## Uppväxt
Peter Nguyen Van Hung växte upp i en familj av lägre medelklass i utkanten av Bình Tuy-provinsen i södra Vietnam, med två bröder och fem systrar. Hans far var fiskare, men dog efter en lång kamp mot en sjukdom, vilket tvingade hans mor, en djupsinnad katolik med rötter i landets norra delar, att bli familjens främsta försörjare. Peter Nguyen Van Hung själv följde i sin mors tro och hängivenhet, och som en beundrare av Sankt Francis av Assisi tog han mat från sin egen familj för att ge till de fattiga.
Han lämnade Vietnam 1979 i en överfylld mindre båt, men räddades av ett norskt fartyg efter bara 36 timmar och togs till Japan, där han efter sin ankomst anslöt sig till Missionary Society of St. Columban. Han bodde i Japan i tre år, studerade och tog en rad olika arbeten för att försörja sig, bland annat som vägarbetare, stålverksarbetare och kyrkogårdsarbetare. Han flyttade till Taiwan år 1988 som missionär, varefter han reste till Sydney, New South Wales, Australien, för att bedriva teologiska studier. Han prästvigdes 1991  och återvände till Taiwan året därpå (1992).

## Arbete i Taiwan
Peter Nguyen Van Hung etablerade 2004 ett center för invandrade vietnamesiska arbetare och ”ingifta” vietnamesiska kvinnor i Taoyuan County (nu Taoyuan City) för att erbjuda hjälp till vietnamesiska invandrare i Taiwan. Den vietnamesiska amerikanska radiostationen Little Saigon Radio och andra hjälpte honom att hyra övervåningen i en skolbyggnad, där två rum på vardera omkring åtta kvadratmeter blev sovplatser, medan två andra används till kontor. De tillhandahåller språkkurser i mandarin, kost och logi, och juridisk hjälp.
Peter Nguyen Van Hungs avslöjande av missförhållanden för utländska arbetare och kvinnor ledde USA:s administration till att lista Taiwan som en "Tier 2"-region tillsammans med länder som Kambodja på grund av deras brist på insatser för att bekämpa människohandel, vilket visade sig vara en stor internationell förlägenhet för öns regering. Hans arbete har också gjort honom till mål för hot inom Taiwan.